# Bârna
Bârna (en hongrois : Barnafalva) est une commune du județ de Timiș, Roumanie qui compte 1 640 habitants.
La commune est composée de sept villages : Bârna, Botești, Botinești, Drinova, Jurești, Pogănești et Sărăzani.

## Démographie
D'après le recensement de 2011, la commune compte 1 640 habitants, en augmentation par rapport au recensement de 2002 où elle en comptait 1 573.
Lors de ce recensement de 2011, 69,39 % de la population se déclare roumaine, 27,32 % se déclare ukrainienne (3,17 % ne déclare pas d'appartenance ethnique).

## Politique
| Parti | Parti                                  | Sièges |
| ----- | -------------------------------------- | ------ |
|       | Parti social-démocrate (PSD)           | 6      |
|       | Parti national libéral (PNL)           | 3      |
|       | Union des ukrainiens de Roumanie (UUR) | 1      |
|       | Parti Mouvement populaire (PMP)        | 1      |